# 129988 Camerondickinson
129988 Camerondickinson este o planetă minoră (asteroid) din centura de asteroizi. A fost descoperită pe 1 noiembrie 1999 la Catalina Station⁠(d) de Catalina Sky Survey. 
Obiectul prezintă o orbită caracterizată de o semiaxă mare de 2,6504186641719 UAi, o excentricitate de 0,14, o înclinație de 15,2 ° în raport cu ecliptica.